# Штанскі Ніна Вікторівна

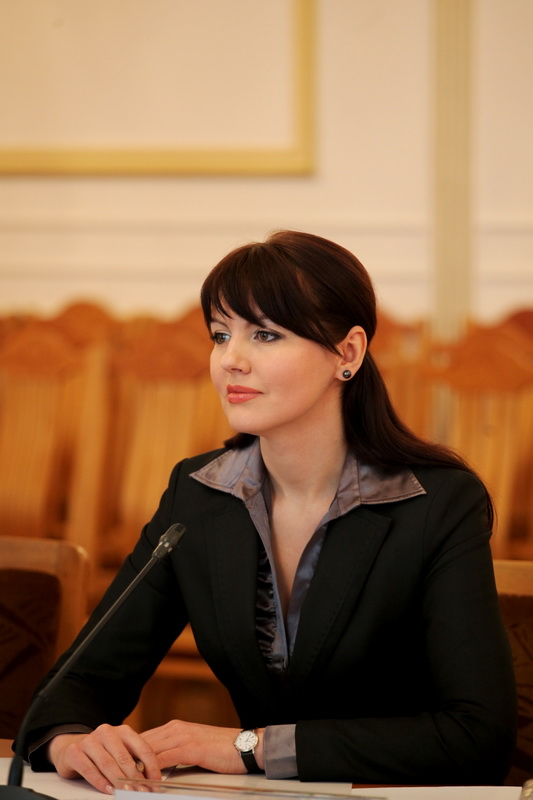
Ніна Вікторівна Штанскі

Ніна Вікторівна Штанскі (10 квітня 1977, Тирасполь, МРСР, СРСР) — придністровський державний, політичний і громадський діяч. Заступник Голови Уряду Придністровської Молдавської Республіки з питань міжнародного співробітництва, міністр закордонних справ Придністровської Молдавської Республіки (з 24 січня 2012 року). Кандидат політичних наук (2012). Заслужений співробітник дипломатичної служби Придністровської Молдавської Республіки (2012). Має ранг Надзвичайного і Повноважного Посла.

## Біографія
Народилася 10 квітня 1977 року в місті Тирасполь МРСР. Закінчила юридичний факультет Придністровського державного університету ім. Т. Г. Шевченка.
24 грудня 2012 захистила дисертацію на здобуття наукового ступеня кандидата політичних наук за темою «Проблеми врегулювання конфлікту в Придністров'ї / Молдові: міжнародні аспекти» (наукові керівники — професор М. М. Лебедєва, доцент С. С. Веселовський).
З 2002 року по 2009 рік працювала у Верховній Раді Придністровської Молдавської Республіки на посадах:
- провідний спеціаліст Апарату Верховної Ради ПМР,
- помічник Голови Верховної Ради,
- радник з політичних питань Голови Верховної Ради[2].

З 2009 по 2011 рік займалася громадською та викладацькою діяльністю, була радником Євгена Шевчука — на той момент депутата Верховної Ради ПМР і Голови громадського руху «Відродження». Викладала в Інституті історії, держави і права Придністровського державного університету ім. Т. Г. Шевченко і Тираспільському міжрегіональному університеті. 30 грудня 2011, після вступу на посаду Президента ПМР Є. В. Шевчука, призначена на посаду спеціального представника Президента ПМР по переговорному процесу, взаємодії з дипломатичними представництвами, міжнародними організаціями.
24 січня 2012 призначена на посаду Міністра закордонних справ Придністровської Молдавської Республіки.
1 лютого 2012 Указом Президента ПМР були покладені обов'язки спеціального представника Президента ПМР по переговорному процесу, взаємодії з дипломатичними представництвами, міжнародними організаціями.
6 листопада 2012 Указом Президента ПМР Євгена Шевчука призначена Заступником Голови Уряду ПМР з питань міжнародного співробітництва, при цьому зберігаючи діючий пост Міністра закордонних справ ПМР.

## Дипломатичний ранг
Надзвичайний і Повноважний Посол — 26 січня 2012.

## Нагороди та звання
- Медаль «За відзнаку в праці»

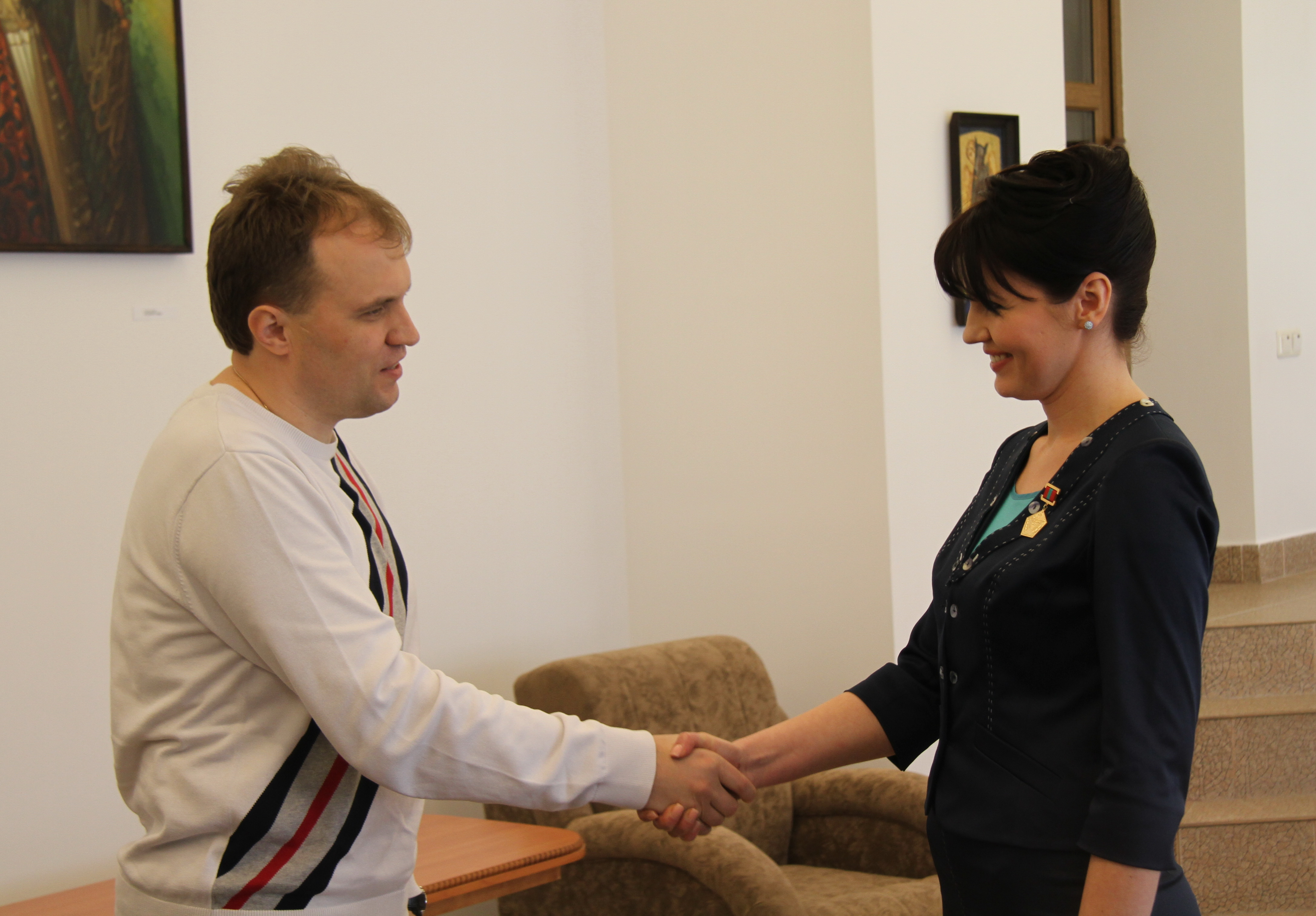
Президент ПМР Євген Шевчук вручає нагрудний знак «Заслужений працівник дипломатичної служби Придністровської Молдавської Республіки» Ніні Штанскі (2012 рік)

- Заслужений співробітник дипломатичної служби Придністровської Молдавської Республіки (2012)[8]
- Лауреат Державного конкурсу Придністровської Молдавської Республіки «Людина року-2012» в номінації «Державний діяч»[9]
- Медаль Міністерства закордонних справ Республіки Абхазія «За заслуги» (2013)[10]